# Recensement de Colombie de 1938
Le recensement de Colombie de 1938 est un recensement de la population lancé en 1938 à partir du 5 juillet dans la République de Colombie. La Colombie comptait alors 8 697 041 habitants. Ce recensement a duré 2 ans et demi, couvrant 807 municipalités, 1 242 cantons et 18 552 villages et hameaux.